# Mistrzostwa ASEAN 1998
Puchar Tygrysa 1998 jest to 2 edycja tego turnieju. Rozgrywany był w dniach 26 sierpnia-5 września 1998. Uczestniczyło w nim 8 azjatyckich reprezentacji.

## Zespoły

### Kwalifikacja automatyczna
- Indonezja (4. miejsce 1996)
- Malezja (2. miejsce 1996)
- Tajlandia (1. miejsce 1996)
- Wietnam (gospodarz, 3. miejsce 1996)

### Drużyny z kwalifikacji
- Birma (zwycięzca grupy A)
- Laos (drugie miejsce w grupie A)
- Filipiny (drugie miejsce w grupie B)
- Singapur (zwycięzca grupy B)

## Wyniki

### Faza grupowa

#### Grupa A
| Reprezentacja | Pkt | M | W | R | P | Br+ | Br- | +/- |
| ------------- | --- | - | - | - | - | --- | --- | --- |
| Tajlandia     | 7   | 3 | 2 | 1 | 0 | 7   | 4   | +3  |
| Indonezja     | 6   | 3 | 2 | 0 | 1 | 11  | 5   | +6  |
| Birma         | 4   | 3 | 1 | 1 | 1 | 8   | 9   | -1  |
| Filipiny      | 0   | 3 | 0 | 0 | 3 | 3   | 11  | -8  |

| 27 sierpnia 1998 | Indonezja · Widodo Putro 15' · Bima Sakti 42' (k) · Uston Nawawi 65' | 3:02:0 | Filipiny | Thống Nhất Stadium, Ho Chi Minh |
|                  |                                                                      |        |          |                                 |

| 27 sierpnia 1998 | Tajlandia · Worrawoot Srimaka 15' | 1:11:0 | Birma · 65' Aung Khine | Thống Nhất Stadium, Ho Chi Minh |
|                  |                                   |        |                        |                                 |

| 29 sierpnia 1998 | Tajlandia · Worrawoot Srimaka 21' · Kritsada Piandit 57' · Kiarung Threjagsang 86' | 3:11:1 | Filipiny · 30' Alfredo Razon Gonzalez | Thống Nhất Stadium, Ho Chi Minh |
|                  |                                                                                    |        |                                       |                                 |

| 29 sierpnia 1998 | Indonezja · Aji Santoso 15' (k) · Widodo Putro 30' · Min Aung 39' (sam.) · Bima Sakti 54' · Miro Baldo Bento 75' (k) · Min Thu 77' (sam.) | 6:23:1 | Birma · 1', 85' (k) Myo Hlaing Win | Thống Nhất Stadium, Ho Chi Minh |
|                  | |        |                                    |                                 |

| 31 sierpnia 1998 | Birma · Win Htike 21' · Myo Hlaing Win 43', 85' · Aung Khine 78', 80' | 5:22:1 | Filipiny · 25', 30' Alfredo Razon Gonzalez | Thống Nhất Stadium, Ho Chi Minh |
|                  |                                                                       |        |                                            |                                 |

| 31 sierpnia 1998 | Tajlandia · Kritsada Piandit 62' · Therdsak Chaiman 86' · Mursyid Effendi 90' (sam.) | 3:20:0 | Indonezja · 52' Miro Baldo Bento · 84' Aji Santoso | Thống Nhất Stadium, Ho Chi Minh |
|                  |                                                                                      |        |                                                    |                                 |

#### Group B
| Reprezentacja | Pkt | M | W | R | P | Br+ | Br- | +/- |
| ------------- | --- | - | - | - | - | --- | --- | --- |
| Singapur      | 7   | 3 | 2 | 1 | 0 | 6   | 1   | +5  |
| Wietnam       | 7   | 3 | 2 | 1 | 0 | 5   | 1   | +4  |
| Malezja       | 1   | 3 | 0 | 1 | 2 | 0   | 3   | -3  |
| Laos          | 1   | 3 | 0 | 1 | 2 | 1   | 8   | -7  |

| 26 sierpnia 1998 | Malezja | 0:2 | Singapur · 17' Rafi Ali · 42' Ahmad Latiff Kamaruddin | San Hanoi Stadium, Hanoi |
|                  |         |     |                                                       |                          |

| 26 sierpnia 1998 | Wietnam · Nguyễn Hồng Sơn 30' · Nguyễn Văn Sỹ 43' · Lê Huỳnh Đức 85', 90' | 4:12:0 | Laos · 55' Channiphone Keolakhone | San Hanoi Stadium, Hanoi |
|                  |                                                                           |        |                                   |                          |

| 28 sierpnia 1998 | Malezja | 0:0 | Laos | San Hanoi Stadium, Hanoi |
|                  |         |     |      |                          |

| 28 sierpnia 1998 | Wietnam | 0:0 | Singapur | San Hanoi Stadium, Hanoi |
|                  |         |     |          |                          |

| 30 sierpnia 1998 | Singapur · Zulkarnaen Zainal 3' · Ahmad Latiff Kamaruddin 9', 15' · Rudy Khairon Daiman 58' | 4:13:1 | Laos · 30' Phonphachanh Kholadeth | San Hanoi Stadium, Hanoi |
|                  |                                                                                             |        |                                   |                          |

| 30 sierpnia 1998 | Wietnam · Nguyễn Hồng Sơn 50' | 1:00:0 | Malezja | San Hanoi Stadium, Hanoi |
|                  |                               |        |         |                          |

### Faza pucharowa
|  |            |           |           |                   |   |          |          |       |
|  | Półfinały  | Półfinały | Półfinały |                   |   | Finał    | Finał    | Finał |
|  | Półfinały  | Półfinały | Półfinały |                   |   | Finał    | Finał    | Finał |
|  | 2 września |           |           |                   |   |          |          |       |
|  |            |           |           |                   |   |          |          |       |
|  | Wietnam    | Wietnam   | 3         |                   |   |          |          |       |
|  | Wietnam    | Wietnam   | 3         | 5 września        |   |          |          |       |
|  | Tajlandia  | Tajlandia | 0         |                   |   |          |          |       |
|  | Tajlandia  | Tajlandia | 0         |                   |   | Singapur | Singapur | 1     |
|  | 3 września |           |           |                   |   | Singapur | Singapur | 1     |
|  |            |           | Wietnam   | Wietnam           | 0 |          |          |       |
|  | Singapur   | Singapur  | Wietnam   | Wietnam           | 0 | 2        |          |       |
|  | Singapur   | Singapur  |           |                   |   |          |          |       |
|  | Indonezja  | Indonezja | 1         |                   |   |          |          |       |
|  | Indonezja  | Indonezja | 1         | Mecz o 3. miejsce |   |          |          |       |
|  |            |           |           |                   |   |          |          |       |
|  | 5 września |           |           |                   |   |          |          |       |
|  |            |           |           |                   |   |          |          |       |
|  | Indonezja  | Indonezja | 3 (5)     |                   |   |          |          |       |
|  | Indonezja  | Indonezja | 3 (5)     |                   |   |          |          |       |
|  | Tajlandia  | Tajlandia | 3 (4)     |                   |   |          |          |       |
|  | Tajlandia  | Tajlandia | 3 (4)     |                   |   |          |          |       |

#### Półfinały
| 3 września 1998 | Wietnam · Trương Việt Hoàng 15' · Nguyễn Hồng Sơn 70' · Văn Sỹ Hùng 80' | 3:01:0 | Tajlandia | San Hanoi Stadium, Hanoi |
|                 |                                                                         |        |           |                          |

| 3 września 1998 | Singapur · Rafi Ali 12' · Nazri Nasir 30' | 2:1 | Indonezja · 34' Miro Baldo Bento | Thống Nhất Stadium, Ho Chi Minh |
|                 |                                           |     |                                  |                                 |

#### Mecz o 3 miejsce
| 5 września 1998                                                   | Indonezja · Kurniawan Dwi Yulianto 16' · Aji Santoso 33' · Yusuf Ekodono 89' | 3:3 k. 5:42:3                                                                              | Tajlandia · 18' Chaichan Knewsen · 42' Worrawoot Srimaka · 44' Kowit Foythong | Thống Nhất Stadium, Ho Chi Minh |
|                                                                   |                                                                              |                                                                                            |                                                                               |                                 |
|                                                                   |                                                                              | Rzuty karne                                                                                |                                                                               |                                 |
| Uston Nawawi · Bima Sakti · Yusof Ekodono · Kuncoro · Imam Riyadi |                                                                              | Choketawee Promrut · Anan Punsanai · Songserm Maperm · Therdsak Chaiman · Kritsada Piandit |                                                                               |                                 |

#### Finał
| 5 września 1998 | Singapur · Sasi Kumar 65' | 1:00:0 | Wietnam | San Hanoi Stadium, Hanoi |
|                 |                           |        |         |                          |

| Puchar Tygrysa 1998 |
| ------------------- |
| SINGAPUR 1. TYTUŁ   |

## Strzelcy
| Bramki | Strzelcy       |
| ------ | -------------- |
| 4      | Myo Hlaing Win |
| 3      | 7 zawodników   |
| 2      | 5 zawodników   |
| 1      | 17 zawodników  |